# Clanculus flosculus
Clanculus flosculus là một loài ốc biển, là động vật thân mềm chân bụng sống ở biển thuộc họ Trochidae, họ ốc đụn.

## Tham khảo

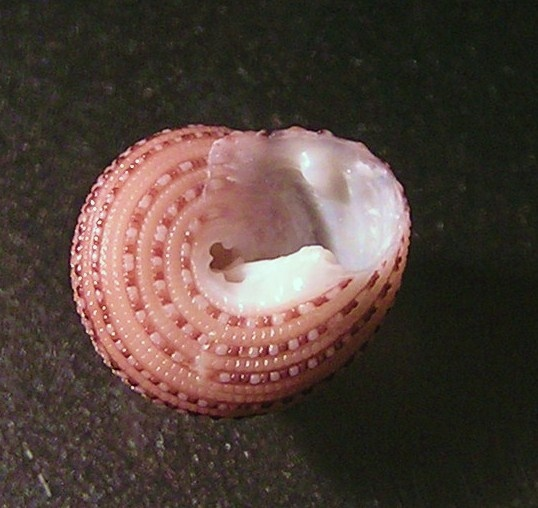
view from below